# Pagliacci
Pagliacci (deutscher Titel: Der Bajazzo, wörtlich: ‚Bajazzos‘ oder ‚Clowns‘) ist eine veristische Oper in einem Prolog und zwei Akten von Ruggero Leoncavallo, der auch das Libretto verfasste. Die Uraufführung fand 1892 im Teatro Dal Verme in Mailand unter dem Dirigenten Arturo Toscanini statt. Pagliacci ist Leoncavallos größter Erfolg und sein einziges Werk, das noch heute Teil des Standard-Opernrepertoires ist.

## Handlung
Bei einer Truppe von fahrenden Schauspielern im Italien des späten 19. Jahrhunderts erfährt der Anführer Canio kurz vor seinem Auftritt von der Untreue seiner Frau Nedda, die eine Affäre mit Silvio hat. Canio singt daraufhin die berühmte Arie Vesti la giubbia mit der an sich selbst gerichteten Textzeile Ridi, pagliaccio, sul tuo amore infranto („Lache, Bajazoo, über Deine zerbrochene Liebe“). Noch während dieser Aufführung stellt Canio seine Frau zur Rede, wobei Realität und Bühnenspiel tragisch ineinander übergehen; am Ende tötet Canio im Affekt sowohl Nedda als auch ihren Geliebten Silvio vor den Augen des entsetzten Publikums.

### Prolog
Tonio tritt im Kostüm seiner Komödienfigur Taddeo vor den geschlossenen Vorhang und heißt das Publikum mit einer Rede über die Unterschiede und Gemeinsamkeiten zwischen Schauspiel und Realität willkommen („Si può?“). Im Namen des Librettisten und Komponisten bereitet er die Zuschauer auf ein besonders realitätsnahes Stück vor.

### Erster Akt
Festplatz an einer Wegkreuzung auf dem Land; im Hintergrund ein Dorf; rechts ein Jahrmarkttheater
Szene 1. Canio zieht mit seiner Commedia-dell’arte-Truppe ins Dorf und lädt die jubelnde Menge zur Abendvorstellung ein (Canio: „Un grande spettacolo“). Der missgestaltete Tonio will Canios Frau Nedda beim Absteigen vom Karren helfen, wird aber von dem eifersüchtigen Canio mit einer kräftigen Ohrfeige zurechtgewiesen. Tonio schwört sich, Canio dafür büßen zu lassen. Als ein Bauer Canio ins Wirtshaus einlädt, entschuldigt sich Tonio, er müsse noch den Esel versorgen. Die Bauern scherzen, er wolle wohl mit der hübschen Nedda allein bleiben. Canio reagiert darauf mit unterdrückter Wut. Er verkündet lächelnd, anders als auf der Bühne, wo er als Pagliaccio ständig den verlachten betrogenen Gatten spielen müsse, würde er im echten Leben Untreue mit dem Tod rächen (Canio: „Un tal gioco, credetemi“). Nedda beunruhigen diese Worte tief. Musikanten treffen ein, und die Dorfbevölkerung zieht mit ihnen unter Glockengeläut zur Vesper in die Kirche (Glockenchor: „Din don, suona vespero“). Canio und Peppe machen sich unterdessen mit einigen Bauern auf den Weg zur Taverne.
Szene 2. Die allein zurückgebliebene Nedda besingt neidisch die Freiheit der Vögel (Nedda: „Hui! Stridono lassù, liberamente“). Tonio nähert sich und macht ihr Avancen, die sie erst spottend, dann immer schroffer zurückweist. Als er zudringlich wird, schlägt sie ihn mit Peppes Peitsche in die Flucht.
Szene 3. Wenig später erscheint Neddas wahrer Geliebter, der junge Bauer Silvio. Er ignoriert Neddas Warnung vor ihrem eifersüchtigen Mann, den er mit Peppe in der Taverne gesehen hat, und fleht sie an, noch diese Nacht mit ihm zu fliehen (Duett: „Non mi tentar“). Sie willigt nach einigem Zögern ein, und beide küssen sich innig. Tonio beobachtet die Szene und alarmiert Canio.

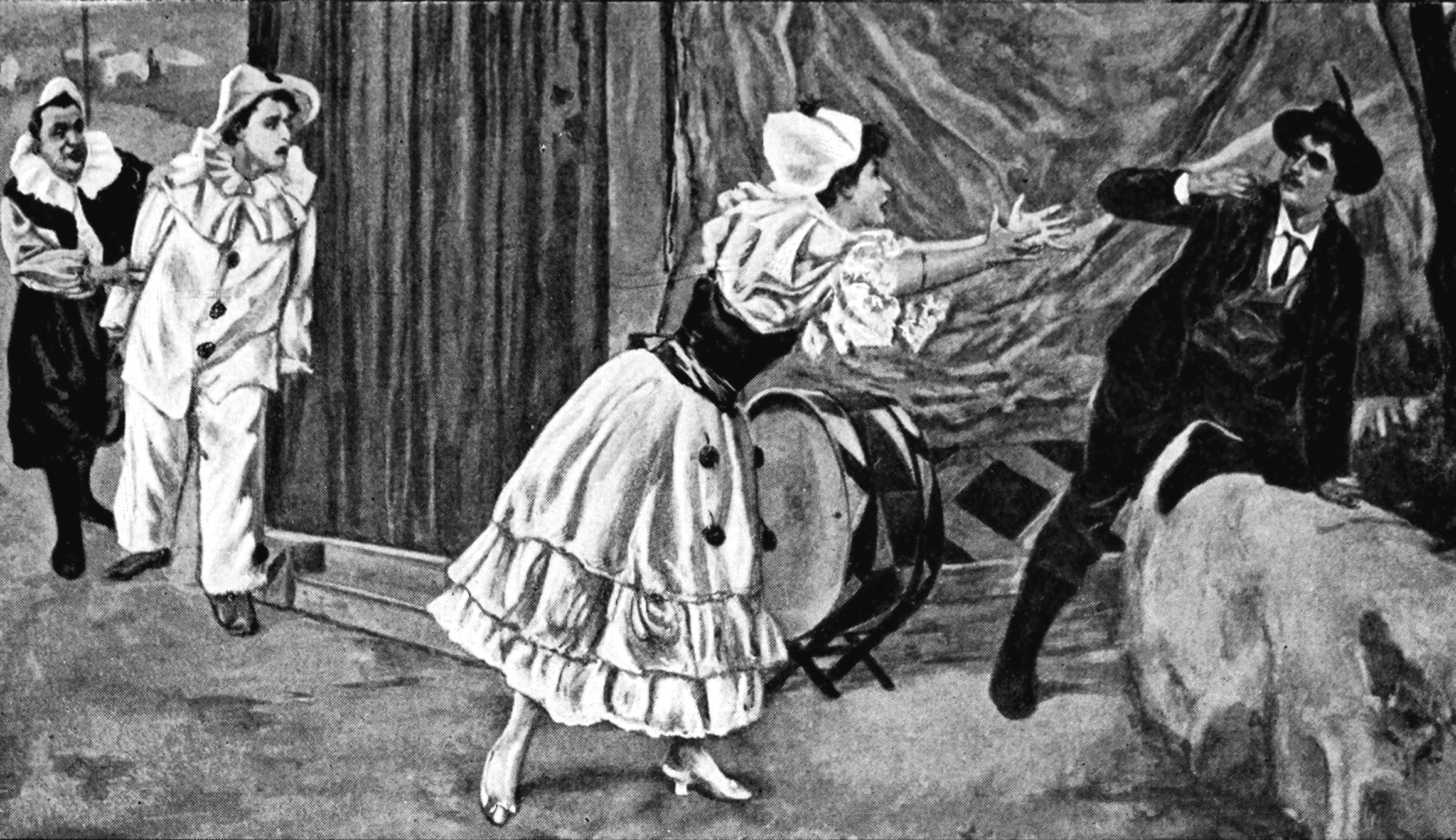
Canio überrascht das Liebespaar

Szene 4. Tonio und Canio schleichen sich vorsichtig an, um das Paar in flagranti zu erwischen. Silvio kann in letzter Sekunde unerkannt fliehen. Mit dem Messer drohend, verlangt Canio von Nedda den Namen des Geliebten, doch Peppe tritt dazwischen und entreißt ihm die Waffe. Er weist Canio darauf hin, dass die ersten Gäste schon zur Vorstellung kommen, und führt Nedda zur Umkleide ins Theater. Tonio beruhigt Canio damit, dass er Nedda im Auge behalten werde. Der Liebhaber werde mit Sicherheit zum Schauspiel kommen und sich dort verraten. Für den betrogenen Canio scheint das Schicksal seiner Komödienfigur zur Realität geworden zu sein („Vesti la giubba“ mit dem Ausruf „Ridi, Pagliaccio“). Er macht sich traurig auf den Weg zur Bühne.

### Zweiter Akt
Dieselbe Szene wie im ersten Akt; Abend
Szene 1. Angelockt von den Rufen Tonios strömt das Volk in das Theater. Einige sind ungeduldig, andere streiten um die Plätze. Die bereits als Colombina verkleidete Nedda sammelt das Eintrittsgeld ein und warnt dabei heimlich den tatsächlich anwesenden Silvio vor Canios Zorn. Endlich hebt sich der Vorhang der kleinen Bühne.

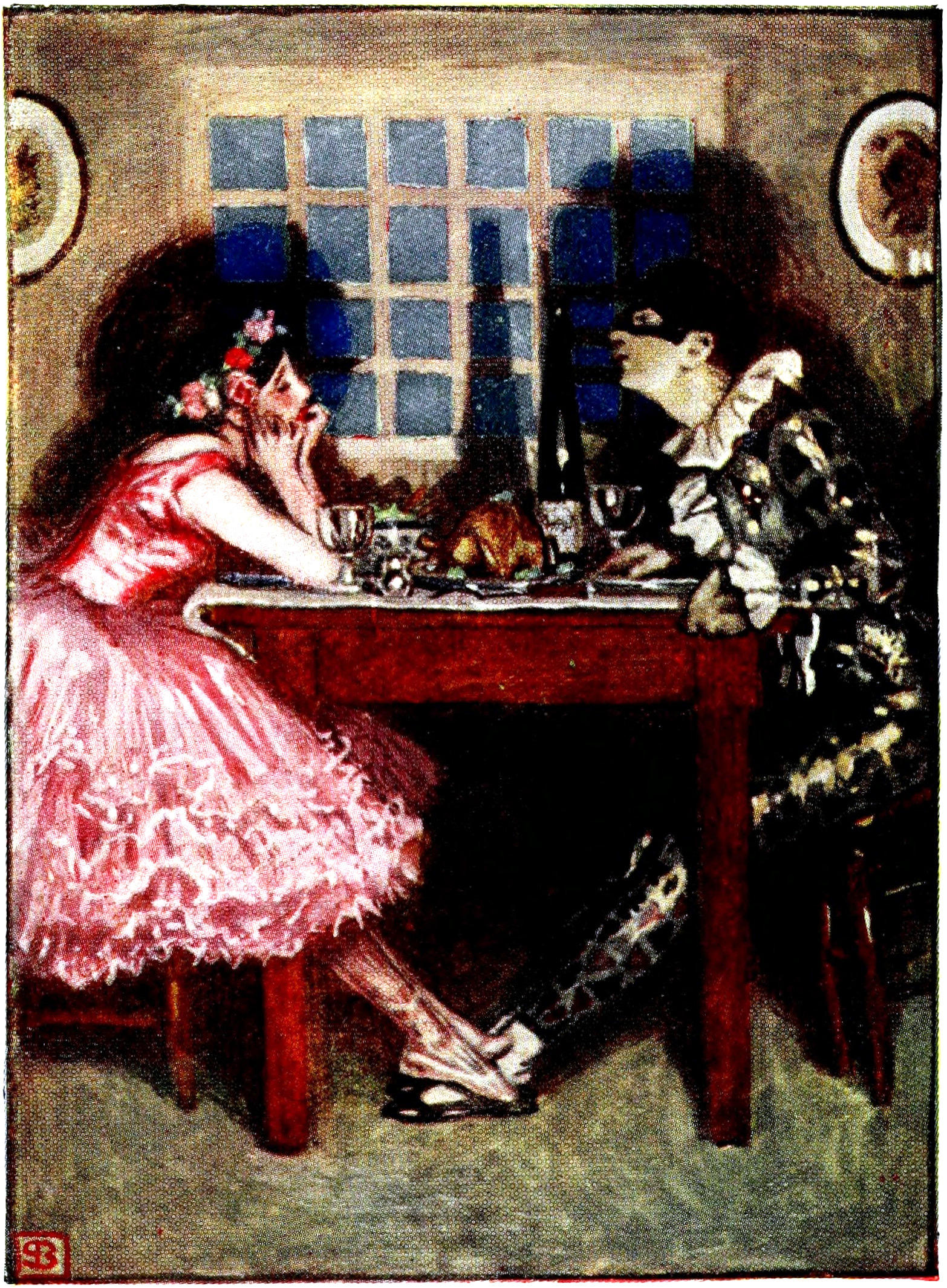
Byam Shaw: Columbina und Arlecchino am Esstisch

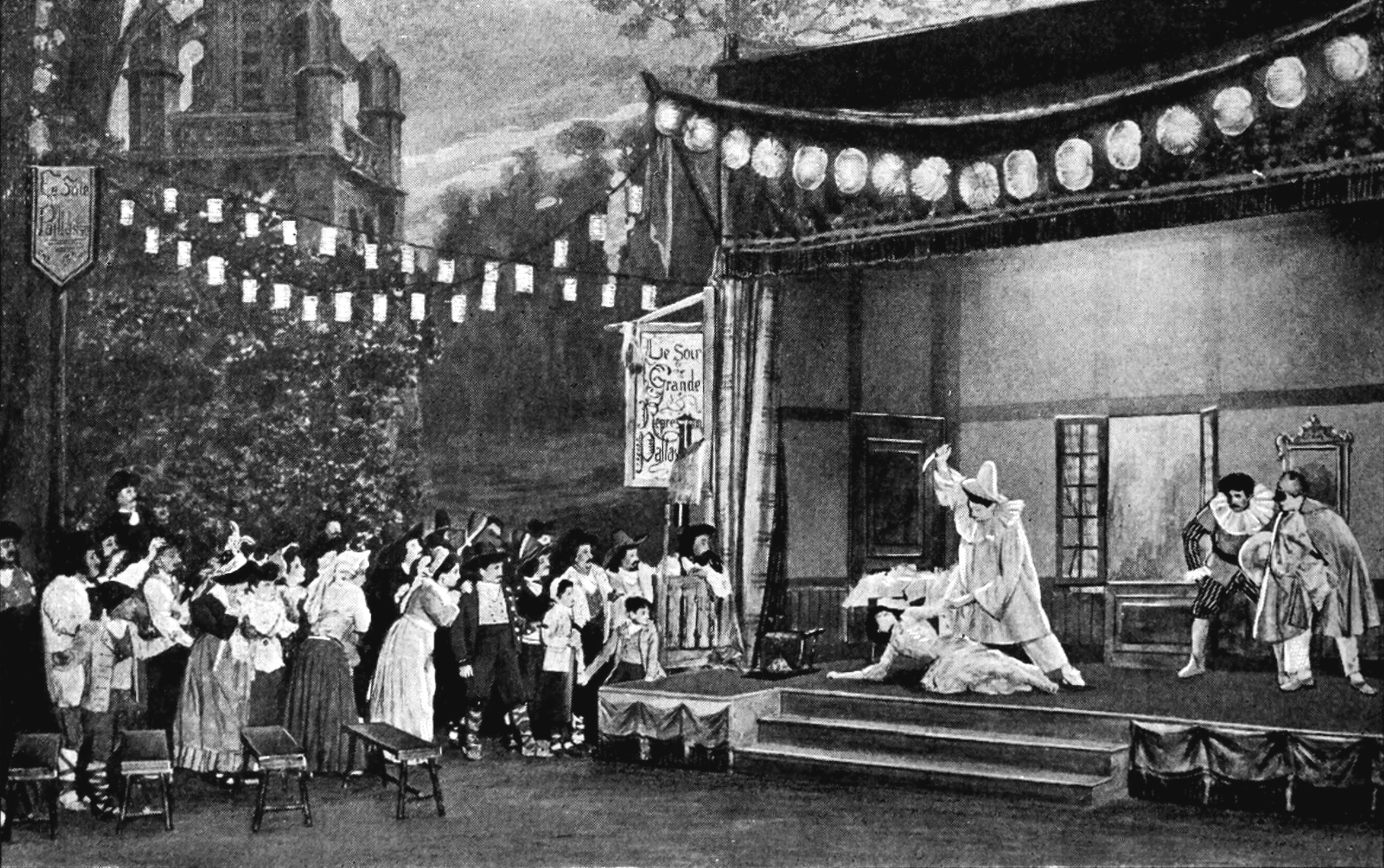
„Die Komödie ist aus“

Szene 2. Die Komödie beginnt: Von ihrem Mann Pagliaccio (Canio) alleingelassen, wartet Colombina auf ihren Geliebten Arlecchino (Peppe), der ihr draußen ein Ständchen bringt (Peppe: „O Colombina, il tenero“). Statt seiner tritt Taddeo (Tonio) ein und macht ihr den Hof. Arlecchino klettert durchs Fenster, vertreibt ihn, und die beiden Liebenden setzen sich zum Essen an den Tisch. Arlecchino reicht Colombina ein Fläschchen mit einem Schlaftrunk, den sie ihrem Mann einflößen soll, damit sie gemeinsam fliehen können. Da kommt Pagliaccio nach Hause. Taddeo warnt das Paar gerade noch rechtzeitig und versteckt sich. Als jedoch Nedda/Columbina dem fliehenden Arlecchino (Peppe) die gleichen liebevollen Abschiedsworte nachruft wie am Nachmittag ihrem Silvio, verliert Canio/Pagliaccio die Contenance: Indem er Spiel und Ernst zu vermischen beginnt, fragt er Nedda erneut nach dem Namen seines Nebenbuhlers (Canio: „No! Pagliaccio non son!“). Nedda versucht noch, die Komödie fortzuführen. Die Zuschauer sind hingerissen von dieser Intensität und applaudieren dem so real wirkenden vermeintlichen Spiel. Erst als Canio einen Dolch ergreift, erkennt das Publikum den Ernst der Lage. Tonio hindert den inzwischen eingetroffenen Peppe daran, einzugreifen. Nedda versucht zu fliehen, wird aber von Canio eingeholt, der ihr das Messer in den Rücken stößt. Mit ihren letzten Worten ruft sie ihren Geliebten Silvio zu Hilfe und verrät ihn damit. Auch er wird vom rasenden Ehemann erstochen. Anschließend bleibt Canio wie versteinert stehen und lässt die Waffe fallen. Tonio (in einigen Fassungen Canio) schickt das Publikum zynisch mit den Worten „La commedia è finita“ (‚Die Komödie ist aus‘) nach Hause.

## Gestaltung

### Musik
Die beiden Akte sind durch ein Intermezzo miteinander verbunden.:176 Die Komposition folgt weder den Prinzipien einer Nummernoper, noch ist sie konsequent durchkomponiert. Sie ist klar gegliedert und besitzt in sich abgeschlossene Teile, die durch einheitliche Tonarten, Motivik und periodische Elemente wie Musiknummern wirken, obwohl sie keine traditionellen musikalischen Formen haben. Es gibt mehrere ariose Abschnitte, die durch ihre Kürze den Spannungsverlauf nicht behindern. Die Chorszenen dagegen sind wie große Genrebilder ausgeführt. Leoncavallos Kunst bestand darin, die Arien, Chöre und Ensemblestücke zu effektvollen großen Szenen zusammenzufassen.:41 Wichtigstes Ziel ist die „Darstellung äußerer wie innerer Vorgänge“ der realistisch dargestellten Charaktere. Einige Themen werden wie Leitmotive verarbeitet. Beispiele sind Tonios Rachemotiv, Canios Trauerthema („Ridi, Pagliaccio“) oder das Liebesmotiv von Nedda und Silvio. Die drei Hauptmotive werden schon in der Ouvertüre vorgestellt. Nach dem Largo assai erscheint zunächst in den Hörnern das Trauermotiv. Dieses schließt auch im dreifachen Forte die gesamte Oper ab. In der Ouvertüre folgt unmittelbar danach in den Violinen das Liebesmotiv. Als letztes wird das Eifersuchtsmotiv „misterioso“ in den Violoncelli vorgestellt. Dieses erklingt immer wieder an den entsprechenden Stellen und auch am Höhepunkt der Oper, als Canio seinen Rivalen identifiziert und tötet.:177
Neddas Vogellied in der zweiten Szene ist ein „zitiertes Lied“, dessen Einleitung lautmalerisch die Natur darstellt. Es ist in vier musikalisch sehr unterschiedlich gestaltete Strophen mit stetigen Metrumwechsel gegliedert. Der Text hingegen folgt wie ein Volkslied der strengen Form des Kreuzreims.:177f
Das Liebesduett in der dritten Szene besteht aus drei langsamen Teilen (Andante amoroso – Andante appassionato – Largo assai) und ist von langen kantablen Abschnitten geprägt. Der Kuss am Ende wird vom Violoncello begleitet.
Die Komödie im zweiten Akt enthält den Charakteren der Commedia dell’arte entsprechend Referenzen an ältere Musik, darunter stilisierte Tänze wie Menuett oder Gavotte. Diese werden dann von den leidenschaftlichen Gefühlsausbrüchen Canios verdrängt.

### Orchester
Die Orchesterbesetzung der Oper umfasst die folgenden Instrumente:
- Holzbläser: drei Flöten (3. auch Piccolo), zwei Oboen, Englischhorn, zwei Klarinetten, Bassklarinette, drei Fagotte
- Blechbläser: vier Hörner, drei Trompeten, drei Posaunen, Basstuba
- drei Pauken, Schlagzeug: große Trommel, Becken, Triangel, Glockenspiel
- zwei Harfen
- Streicher
- Bühnenmusik: Oboe, Trompete, Schlagzeug (große Trommel, Becken, drei Glocken in F, A und C, große Glocke), Violine

## Werkgeschichte
Die Anregung zu dieser Oper erhielt Leoncavallo 1890 nach dem großen Erfolg von Pietro Mascagnis ebenfalls veristischer Oper Cavalleria rusticana. Er hatte nach einer wenig fruchtbaren Zusammenarbeit mit seinem Verleger Ricordi gebrochen und überzeugte nun den Mailänder Verleger Edoardo Sonzogno, einen Förderer des Verismo, von seiner Qualifikation, indem er ihm Pagliacci vorlegte. Seiner eigenen Aussage zufolge hatte er Text und Musik 1891 innerhalb von nur fünf Monaten fertiggestellt.:171 Sonzogno akzeptierte das Werk sofort und brachte es bereits am 21. Mai 1892 im Mailänder Teatro Dal Verme auf die Bühne.:38
Leoncavallo behauptete, dass die Handlung auf einem Kriminalfall aus seiner eigenen Kindheit in Kalabrien basiere, in dem sein Vater Vincenzo als Magistrat das Urteil gesprochen hatte. Die italienische Musikologin Teresa Lerario wies jedoch nach, dass dieser Fall nur wenig Gemeinsamkeiten mit der Oper aufweist. Stattdessen hat das von Leoncavallo selbst verfasste Libretto große Ähnlichkeiten mit zwei einige Jahre zuvor erschienenen Theaterstücken: Manuel Tamayo y Baus’ Un drama nuevo von 1867  und Catulle Mendès’ La femme de Tabarin von 1887. Beide Stücke kannte Leoncavallo wahrscheinlich. Un drama nuevo wurde schon früh ins Italienische übersetzt und in Italien viel gespielt. La femme de Tabarin hatte er in Paris sehen können. Dessen Autor Mendès warf Leoncavallo 1894 vor, sein Werk plagiiert zu haben. In diesem Zusammenhang stellte Leoncavallo seine Behauptung auf. Der Streit selbst wurde nach einiger Zeit ungeklärt beigelegt. Noch im Jahr 1900 ergänzte Leoncavallo seine Geschichte und erklärte, selbst Zeuge des Mordes gewesen zu sein, den er detailreich beschrieb. Ein Diener im Haus seiner Familie sei das Vorbild für den Silvio seiner Oper gewesen. Außerdem versicherte er, dass er keines der beiden Schauspiele vor der Komposition der Pagliacci gesehen habe.:40 Arthur Scherle wies allerdings nach, dass einzelne Formulierungen „fast wörtlich aus den Quellen übernommen und übersetzt wurden“. Eine frühe Opernfassung von La femme de Tabarin mit dem Titel Tabarin hatte Leoncavallo vermutlich 1885 ebenfalls gesehen. Deren Schluss ähnelt demjenigen von Pagliaci sehr stark und enthält bereits die Schlussworte „La pièce est jouée, mes bons messieurs“.:40 Eifersuchtsdramen mit gewalttätigem Ausgang waren zu dieser Zeit sehr in Mode. Auch für die Spiel-im-Spiel-Handlung gab es bereits viele Vorbilder. Leoncavallos Originalität zeigt sich vor allem in der Kombination der verschiedenen Bestandteile.
Auch die Musik enthält einige Anleihen anderer Komponisten. Es gibt viele Anspielungen an die Opern Richard Wagners. Einige Abschnitte basieren auf Robert Schumanns Novelette Op. 21, Nr. 3. Das „Ridi, Pagliaccio“ ist dem dritten Akt von Verdis Otello entlehnt. Der Glockenchor könnte aus Emmanuel Chabriers Orchesterrhapsodie España stammen, ein Abschnitt des Duetts Nedda/Silvio aus Felix Mendelssohn Bartholdys Klaviertrio d-Moll und ein weiterer aus Ludwig van Beethovens Klaviersonate A-Dur Op. 101.:41
Dem Autograph zufolge sah Leoncavallo ursprünglich analog zur Cavalleria rusticana eine einaktige Oper vor, bei der das Vorspiel als Intermezzo zum zweiten Akt fungierte. Er entschied sich dann jedoch für eine deutlichere Trennung zwischen dem realistischen ersten Teil und dem zweiten Teil mit der Komödien-Aufführung. Auch die größeren Dimensionen des Werks ließen eine Aufteilung in zwei Akte sinnvoll erscheinen. Den Prolog ergänzte Leoncavallo nachträglich speziell für den Sänger des Tonio, Victor Maurel.
Die Uraufführung am 21. Mai 1892 im Teatro Dal Verme in Mailand dirigierte Arturo Toscanini. Das Bühnenbild stammte von C. Linzaghi. Es sangen Adelina Stehle (Nedda), Fiorello Giraud (Canio), Victor Maurel (Tonio), Francesco Daddi (Peppe) und Mario Roussel (Silvio). Letzterer war kurzfristig für den ursprünglich vorgesehenen Mario Ancona eingesprungen.
Das Werk war von Anfang an außerordentlich erfolgreich und gelangte dauerhaft ins internationale Repertoire. Es wird meist zusammen mit Cavalleria rusticana gespielt, obwohl sich beide Werke stilistisch und in der der Handlung zugrundeliegenden Ästhetik deutlich unterscheiden. Ähnlichkeiten gibt es hingegen im Eifersuchts-Sujet und im süditalienischen Schauplatz sowie in der zweiteiligen Grundstruktur mit Intermezzo.

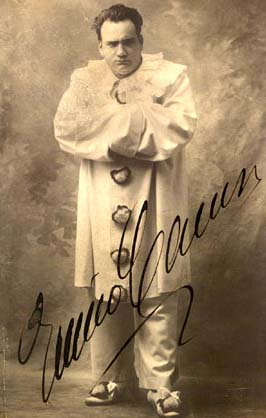
Enrico Caruso als Canio. Postkarte um 1904

Schon im Jahr nach der Uraufführung gab es Produktionen in Prag, Budapest, London, New York, Buenos Aires, Mexiko, Dublin, Stockholm, Moskau und Petersburg. Innerhalb von zwei Jahren erschienen Übersetzungen in allen europäischen Sprachen einschließlich des Schwedischen und des Serbokroatischen. 1924 folgte eine hebräische Fassung für eine Aufführung in Tel-Aviv. Große Nachwirkung erreichte Enrico Carusos Interpretation der Rolle des Canio, in der er Realismus und Belcanto vereinte.
Die deutsche Fassung mit dem etwas ungenauen Titel Der Bajazzo stammt von Ludwig Hartmann. Sie wurde erstmals am 5. Dezember 1892 in Berlin gezeigt.
Trotz des großen Publikumserfolgs wurde Pagliacci von der Kritik lange für dilettantisch gehalten und als „bluttriefendes Ereignis“ abgelehnt. Dies änderte sich erst allmählich nach einer Bemerkung des Musikschriftstellers René Leibowitz, der sie als „starke Oper von seltener expressiver Intensität“ bezeichnete.
In der Literatur werden die folgenden Produktionen besonders hervorgehoben:
- 1959 London – Dirigent: Bryan Balkwill, Regie und Bühnenbild: Franco Zeffirelli; Nedda: Joan Carlyle, Canio: Jon Vickers.[3]
- 1978 München – Dirigent: Nello Santi, Regie: Giancarlo Del Monaco; Nedda: Teresa Stratas, Canio: Plácido Domingo.[3]
- 1981 Mailand – Dirigent: Georges Prêtre, Regie und Bühnenbild: Franco Zeffirelli; Nedda: Elena Mauti Nunziata, Canio: Plácido Domingo.[3]
- 1985 Wien – Dirigent: Ádám Fischer, Regie und Bühnenbild: Jean-Pierre Ponnelle; Ileana Cotrubaș, Canio: Plácido Domingo.[3]

## Aufnahmen
Pagliacci ist vielfach auf Tonträger erschienen. Operadis nennt 137 Aufnahmen im Zeitraum von 1907 bis 2009. Daher werden im Folgenden nur die in Fachzeitschriften, Opernführern oder Ähnlichem besonders ausgezeichneten oder aus anderen Gründen nachvollziehbar erwähnenswerten Aufnahmen aufgeführt.
- 1907 – Carlo Sabajno (Dirigent), Orchester und Chor des Teatro alla Scala Mailand.
 Josefina Huguet (Nedda), Antonio Paoli (Canio), Francesco Cigada (Tonio), Gaetano Pini-Corsi (Peppe), Ernesto Badini (Silvio), Giuseppe Rosci (Bauer).
 Studioaufnahme; älteste bekannte Aufnahme; überwacht vom Komponisten.
 Bongiovanni CD: GB 1120, OPAL LP: Opal 826/7 (2 LPs), House of Opera CD-ROM.[11]:8456
- 2.–5. Juli 1934 – Franco Ghione (Dirigent), Orchester und Chor des Teatro alla Scala Mailand.
 Iva Pacetti (Nedda), Beniamino Gigli (Canio), Mario Basiola (Tonio), Giuseppe Nessi (Peppe), Leone Paci (Silvio), Arnaldo Borghi (Bauer).
 Studioaufnahme; Duett Silvio/Nedda gekürzt.
 Csampai/Holland: „Diskographische Empfehlung“.[6]
 Pearl CD: 9288, ARKADIA CD: 78038, EMI CD: 7 63309 2, Naxos historial 8.110155 (1 CD), Cantus Classics 500078 (2 CDs).[11]:8463
- 1936 – Karl Grune (Regie), Richard Tauber (Canio).
 Britischer Musikfilm.[12]
 → Der Bajazzo.
- Januar 1953 – Renato Cellini (Dirigent), RCA Victor Orchestra, Robert Shaw Chorale.
 Victoria de los Ángeles (Nedda), Jussi Björling (Canio), Leonard Warren (Tonio), Paul Franke (Peppe), Robert Merrill (Silvio), George Cehanovsky (Bauer), Richard Wright (Bauer).
 Studioaufnahme; gekürzt.
 Csampai/Holland: „Diskographische Empfehlung“.[6]
 Opernwelt-CD-Tipp: „künstlerisch wertvoll“.[4]
 EMI CD: 7 49503 2 (1 CD), Naxos historical 8.110258 (1 CD), Cantus Classics 500607 (2 CDs).[11]:8483
- Mai/Juni 1954 – Tullio Serafin (Dirigent), Orchester und Chor des Teatro alla Scala Mailand.
 Maria Callas (Nedda), Giuseppe Di Stefano (Canio), Tito Gobbi (Tonio), Nicola Monti (Peppe), Rolando Panerai (Silvio).
 Studioaufnahme; Duett Nedda/Silvio im ersten Akt gekürzt.
 Csampai/Holland: „Diskographische Empfehlung“.[6]
 Opernwelt-CD-Tipp: „künstlerisch wertvoll“.[4]
 EMI CD: 7 47981 8, EMI LP: 29 1269 3, EMI MC: 29 1269 5, Naxos historical 8.111024 (1 CD), Cantus Classics 500607 (2 CDs).[11]:8489
- Oktober 1965 – Herbert von Karajan (Dirigent), Orchester und Chor des Teatro alla Scala Mailand.
 Joan Carlyle (Nedda), Carlo Bergonzi (Canio), Giuseppe Taddei (Tonio), Ugo Benelli (Peppe), Rolando Panerai (Silvio), Giuseppe Morresi (Bauer), Franco Riccardi (Bauer).
 Studioaufnahme; Duett Nedda/Silvio im ersten Akt gekürzt.
 Opernwelt-CD-Tipp: „künstlerisch wertvoll“.[4]
 DG CD: 449 727 2, DG CD: 419 257-2, DG/EL LP: 172 598/600.[11]:8520
- August 1971 – Nello Santi (Dirigent), London Symphony Orchestra, John Alldis Choir.
 Montserrat Caballé (Nedda), Plácido Domingo (Canio), Sherrill Milnes (Tonio), Leo Goeke (Peppe), Barry McDaniel (Silvio), Brian Etheridge (Bauer), Peter Hall (Bauer).
 Studioaufnahme; vollständig.
 Opernwelt-CD-Tipp: „künstlerisch wertvoll“.[4]
 RCA CD: GD 60865, RCA LP: LSC 7090/1-2, RCA CD: 74321 50168 2.[11]:8533
- 25. Dezember 1978 – Nello Santi (Dirigent), Bayerisches Staatsorchester München, Chor der Bayerischen Staatsoper München.
 Teresa Stratas (Nedda), Plácido Domingo (Canio), Benito di Bella (Tonio), Norbert Orth (Peppe), Wolfgang Brendel (Silvio).
 Live aus München.
 Csampai/Holland: „Diskographische Empfehlung“.[6]
 House of Opera CDBB 294 (CD); Orfeo C 845 122.[11]:8545
- 1982 – Georges Prêtre (Dirigent), Franco Zeffirelli (Inszenierung), Orchester und Chor des Teatro alla Scala Mailand.
 Teresa Stratas (Nedda), Plácido Domingo (Canio), Juan Pons (Tonio), Florindo Andreolli (Peppe), Alberto Rinaldi (Silvio).
 Film; gekürzt; aufgenommen im Teatro alla Scala Mailand.
Der Soundtrack wurde für die Grammy Awards 1985 nominiert.[13]
 Philips VI: 070 428 3, Philips CD: 411 484-4, Philips VI: 070 104-3 7, Philips LD: 070 104-1, Philips CD: 454 265 2, DGG 073 403 3 (1 DVD).[11]:8552
- 26. September 1994 – James Levine (Dirigent), Franco Zeffirelli (Regie), Metropolitan Opera Orchestra, Metropolitan Opera Chorus.
 Teresa Stratas (Nedda), Luciano Pavarotti (Canio), Juan Pons (Tonio), Kenn Chester (Peppe), Dwayne Croft (Silvio), Glenn Bater (Bauer), John Hauviot (Bauer).
 Video; live aus New York; gekürzt.
 Csampai/Holland: „Diskographische Empfehlung“.[6]
 Deutsche Grammophon VI: 072 448-3, DGG 073 402-4 (1 DVD).[11]:8572

## Digitalisate
- Pagliacci: Noten und Audiodateien im International Music Score Library Project
- Libretto (italienisch), Mailand 1892. Digitalisat im Internet Archive